# Hans Jonatan
Hans Jonatan, noto anche col nome di Hans Jonathan (Saint Croix, 1784 – Djúpivogur, 18 dicembre 1827), è stato un militare, agricoltore e commerciante danese.

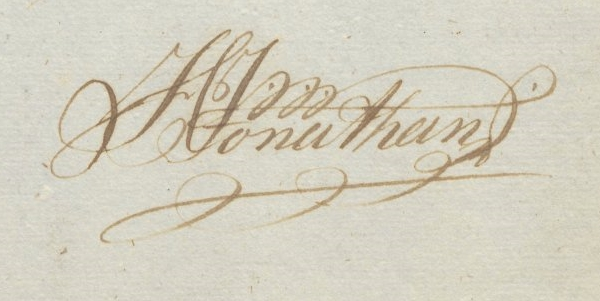
La firma di Hans Jonatan

È stato quasi certamente il primo immigrato di origini africane in Islanda.

## Biografia
Nacque nella piantagione di zucchero "La Reine" sull'isola di Saint Croix delle Indie occidentali danesi, acquistata dalla Francia nel 1733 e rivenduta agli Stati Uniti nel 1917. Insieme alle altre isole dei Caraibi americane sono divenute ufficialmente le Isole Vergini, anche se una parte appartengono ancora alla Gran Bretagna.
I danesi avevano catturato molti schiavi africani per portarli a lavorare nelle piantagioni di zucchero delle loro colonie. Il padre, anche se non è documentato, è quasi certamente un danese mentre la madre era una nera di nome Emilia Regina che sappiamo viveva come schiava, in qualità di domestica, nella piantagione di Heinrich Ludvig Ernst von Schimmelmann (1743-1793), governatore delle Indie Occidentali. Secondo il ricercatore Gisli Pálsson, il padre potrebbe essere il compositore danese Hans Gram, emigrato in America, ma che per tre anni fece da segretario nella piantagione. Nella valigia che Jonatan portò con sé al suo arrivo in Danimarca c'era un violino.

La madre, peraltro, ebbe anche una figlia, Anna Maria, nata nel 1788 da Andreas un altro schiavo, anche lui domestico, ma non venne registrata e non conosciamo la sua storia. Sebbene non fosse del tutto "nero" anche Hans fu ridotto in schiavitù da Schimmelmann e da sua moglie, la vedova Henriette Catharina Schäffer, nata Lexmond.
Nel 1788-89, visto che la tratta degli schiavi stava per crollare, e con essa anche i guadagni della piantagione, la famiglia Schimmelmann tornò a Copenhagen portando con sé anche Emilia Regina. Non conosciamo il motivo per cui Jonatan rimase nell'isola.
Dopo la morte di Schimmelmann, per volontà testamentaria, Hans passò come proprietà della moglie. Non sappiamo con precisione quando il ragazzo arrivò a Copenhagen, ma sappiamo che si arruolò per prendere parte alla battaglia di Copenhagen contro gli inglesi, sperando in questo modo, se fosse riuscito a salvare la pelle, di ottenere la libertà.

Henriette Catharina aveva deciso diversamente, intentò una causa contro di lui per riaffermare che si trattava di una sua proprietà e la corte si pronunciò a suo favore, perciò poteva essere catturato e rispedito nelle Indie Occidentali.
Peraltro, una cittadina americana che ha scoperto di essere una delle discendenti di Jonatan, Kirsten Pflomm, ha avanzato formale richiesta al governo danese di dichiarare, postumo, Hans Jonatan uomo libero, ma ha ricevuto una risposta negativa. "Le persone che parlano o scrivono della tratta degli schiavi e del colonialismo danese parlano ai sordi" ha detto Gisli Pálsson, professore di antropologia all'Università dell'Islanda. Nella memoria collettiva della Danimarca sembra essere scomparso il loro passato di paese coloniale.

## In Islanda

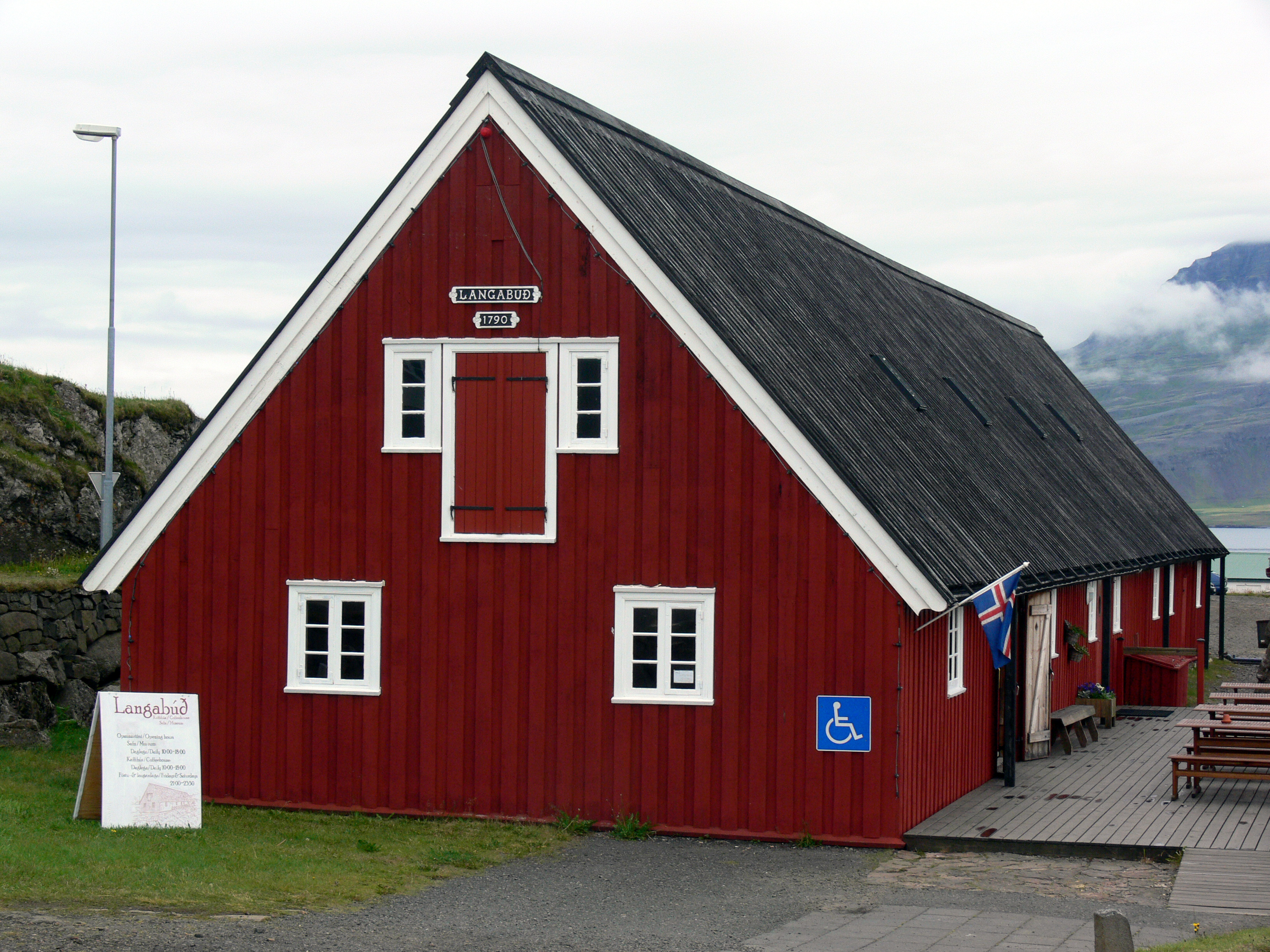
La stazione commerciale di Djúpivogur, dove lavorava Hans Jonatan, nella foto di Christian Bickel, 2010

Hans Jonatan, nonostante fosse stato arrestato - e la schiavitù fosse illegale in Danimarca ma non nelle Indie Occidentali - riuscì a fuggire e ad imbarcarsi per l'Islanda, facendo perdere le sue tracce. Nel 1802 arrivò nel villaggio portuale di Djúpivogur. Una delle prime registrazioni è nel diario del cartografo norvegese Hans Frisak del 4 agosto 1812 in cui si dice:
L'agente della stazione commerciale qui viene dalle Indie Occidentali e non ha cognome... ma si fa chiamare Hans Jonatan. Ha la pelle molto scura e ha i capelli ricci e neri come il carbone. Suo padre è europeo ma sua madre negra.
Hans visse come contadino a Borgargarður lavorando presso la stazione commerciale danese di Djúpivogur di cui assunse la direzione nel 1819. Nel febbraio 1820, Hans sposò Katrín Antoníusdóttir di Háls sull'Eyjafjörður. Hanno avuto tre figli di cui due sono sopravvissuti e i loro discendenti viventi sono quasi novecento. Hans Jonatan morì il 18 dicembre 1827 in seguito ad un ictus.

## Studio genetico
Nel 2018 un gruppo di scienziati, con a capo il dottor Stefansson, ha ricostruito un genoma umano del DNA partendo da esseri viventi ma senza utilizzare resti mortali o ossa. In questo caso si tratta di 138 discendenti di Hans Jonatan dai quali è stato ricostruito il 38% del DNA materno per capirne la provenienza e con buona approssimazione potrebbe essere una regione che nell'evoluzione politica dei paesi sarebbe il Benin, il Camerun o la Nigeria.
Lo studio proseguirà in futuro per capire chi può essere stato il padre. Tuttavia, i discendenti di Schimmelmann hanno rifiutato la richiesta di fornire un campione biologico. Essi in realtà temono possibili richieste di risarcimento da parte dei discendenti degli schiavi.
Tra i suoi discendenti va citata la pronipote: la fotografa islandese Hansína Regína Björnsdóttir.

## Cinema
La storia di Hans Jonatan, dopo la pubblicazione del libro di Gisli Pálsson nel 2016, è diventato anche un documentario che ripercorre i luoghi della sua vita, ma a quanto pare c'è interesse da parte americana per farne un vero e proprio film.